# أنكيتا داس
أنكيتا داس (بالهندية: अंकिता दास؛ بالإنجليزية: Ankita Das) هي لاعبة تنس الطاولة هندية، ولدت في 17 يوليو 1993 في سيليجري في الهند.

## وصلات خارجية
- أنكيتا داس على موقع أوليمبيديا (الإنجليزية)
- أنكيتا داس على موقع اتحاد ألعاب الكومنولث (مؤرشف) (الإنجليزية)